# Cayo Amboyna
El cayo Amboyna o isla An Bang (tagalo: Lagos; chino: 沙洲 安波, pinyin: Anbo Shazhou; vietnamita: Đảo An Bang; malayo: Pulau Amboyna Kecil) es una de las islas Spratly, en el mar de China Meridional. Con una superficie de 1,6 hectáreas, es la decimotercera isla más grande de las Spratly, y la sexta más grande entre las islas del archipiélago ocupadas por los vietnamitas. Se distinguen dos partes: la parte este, compuesta por arena y coral, y la oeste, cubierta de guano. Tiene una franja de arrecife, aunque, por otro lado, la vegetación es escasa. La isla, descrita por algunos como "fuertemente fortificada", cuenta con un faro, en funcionamiento desde mayo de 1995. Además, un obelisco, de alrededor de 2,7 m de altura, se encuentra en la esquina suroeste.
Esta isla también es reclamada por China, Taiwán, Filipinas y Malasia.